# Перша криза в Тайванській протоці
Перша криза в Тайванській протоці — збройний конфлікт, що стався між Китайською Народною Республікою з одного боку і Тайванем (Китайською Республікою) з іншого, через групи спірних островів, розташованих біля узбережжя провінцій Чжецзян і Фуцзянь (КНР) — вони знаходилися на момент початку кризи під юрисдикцією Китайської республіки.
Напруженість в зоні конфлікту росла протягом 1954 року, особливо після посилення військового контингенту Китайської Республіки на островах. 11 серпня прем'єр Держради КНР Чжоу Еньлай зробив заяву про необхідність «звільнити» Тайвань. 3 вересня артилерією НВАК був обстріляний о. Цзіньмень (розташований в межах прямої видимості від міста Сямень в провінції Фуцзянь) під час якого було вбито двох американських військових радників. У листопаді почалися обстріли островів Дачень (кит.: 大 陳 群島), розташованих приблизно на 200 км південніше від Шанхая. У зв'язку з цим США, що знаходилися в союзницьких відносинах з Тайванем, розглядали питання про застосування проти КНР ядерної зброї.
Незважаючи на підписання оборонного договору між США і КР 2 грудня 1954 року, НВАК продовжила активні бойові дії та 18 січня 1955 року захопила острови Іцзяншань (кит.: 江山 島). 8—12 лютого війська Китайської республіки й цивільне населення за допомогою флоту США були змушені залишити острови Дачень.
До періоду зростання напруженості в Тайванській протоці в 1954 році відноситься і захоплення тайванськими збройними силами танкера «Туапсе», який перевозив авіаційне паливо з Констанци в Шанхай.